# Pixie-bob
Pixie-bob američka je pasmina domaće mačke.

## Nastanak
Prvi primjerci mačke pixie-bob nastali su 1986. godine u američkoj saveznoj državi Washingtonu kao potomci navodnih križanaca crvenog risa i domaće mačke. Jedan od mačića iz tog okota, Pixie, iskorišten je kao model za daljnje uzgajanje pasmine.
Pixie-bob je u potpunosti uvršten u TICA-in popis mačjih pasmina 1998. godine.

## Izgled
Mačke pixie-bob najpoznatije su po svojem kratkom repu, sličnom onome manske mačke. Poput manskih mačaka i pixie-bob može u potpunosti izgubiti rep, ali postoje i primjerci s potpuno razvijenim repovima.
Prosječna masa ove pasmine je 5 kilograma, iako neke jedinke teže više. Mužjaci su u prosjeku veći od ženki.
Pixie-bob raste čak četiri godine, dok ostale domaće mačke punu veličinu dosegnu već u prvoj godini života.
Postoji dugodlaka i kratkodlaka verzija pasmine. Boja dlake varira, no najčešće je siva ili svijetlosmeđa s prugama.
Oči su plave kod mačića, ali mijenjaju boju u zelenu ili zlaćanu kod odraslih mačaka.
Kruškoliko lice ove mačke smatra se njezinom najvažnijom osobinom te je takav izgled lica potreban kako bi se mačka mogla klasificirati kao primjerak ove pasmine.

## Bolesti
Pixie-bob nije podložan genetskim bolestima zbog učestalog križanja s divljim hibridima risa i domaće mačke, ali ipak su zabilježeni rijetki slučajevi hipertrofične kardiomiopatije i kriptorhizma.